# Wagneriana janeiro
Wagneriana janeiro är en spindelart som beskrevs av Levi 1991. Wagneriana janeiro ingår i släktet Wagneriana och familjen hjulspindlar. Inga underarter finns listade i Catalogue of Life.